# Puchar Narodów Afryki 2012 (kwalifikacje)/Grupa A
W grupie A eliminacji Pucharu Narodów Afryki 2012 grają:
- Mali
- Republika Zielonego Przylądka
- Zimbabwe
- Liberia

## Tabela
| Msc. | Zespół                        | M | W | R | P | Br+ | Br- | Pkt |
| ---- | ----------------------------- | - | - | - | - | --- | --- | --- |
| 1    | Mali                          | 6 | 3 | 1 | 2 | 9   | 6   | 10  |
| 2    | Republika Zielonego Przylądka | 6 | 3 | 1 | 2 | 7   | 7   | 10  |
| 3    | Zimbabwe                      | 6 | 2 | 2 | 2 | 7   | 5   | 8   |
| 4    | Liberia                       | 6 | 1 | 2 | 3 | 7   | 12  | 5   |

## Wyniki
| 4 września 2010 | Republika Zielonego Przylądka · Varela 44' | 1 : 0(1 : 0) | Mali | Estadio da Varzea, Praia |
|                 |                                            |              |      |                          |

| 5 września 2010 | Liberia · Olisieh 83' | 1 : 1(0 : 1) | Zimbabwe · Musona 30' | National Complex, Paynesville |
|                 |                       |              |                       |                               |

| 9 października 2010 | Mali · Traoré 2' 52' | 2 : 1(1 : 1) | Liberia · T. Weeks 43' | Stade 26 mars, Bamako |
|                     |                      |              |                        |                       |

| 10 października 2010 | Zimbabwe | 0 : 0 | Republika Zielonego Przylądka | Rufaro Stadium, Harare |
|                      |          |       |                               |                        |

| 26 marca 2011 | Republika Zielonego Przylądka · Ramos 14', 45+1' · Babanco 25' · Fortes 53' | 4 : 2(3 : 1) | Liberia · Wleh 39' · Keita 84' | Estadio da Varzea, Praia |
|               |                                                                             |              |                                |                          |

| 26 marca 2011 | Mali · Diabaté 22' | 1 : 0(1 : 0) | Zimbabwe | Stade 26 mars, Bamako |
|               |                    |              |          |                       |

| 5 czerwca 2011 | Liberia · Doe 44' | 1 : 0(1 : 0) | Republika Zielonego Przylądka | National Complex, Paynesville |
|                |                   |              |                               |                               |

| 5 czerwca 2011 | Zimbabwe · Musona 45', 90' (k) | 2 : 1(1 : 0) | Mali · Traoré 49' | Rufaro Stadium, Harare |
|                |                                |              |                   |                        |

| 3 września 2011 | Mali · Diabaté 28', 30' · Traoré 51' | 3:0(2:0) | Republika Zielonego Przylądka | Stade 26 mars, Bamako |
|                 |                                      |          |                               |                       |

| 4 września 2011 | Zimbabwe · Karuru 15', 44' · Billiart 84' | 3:0(2:0) | Liberia | Rufaro Stadium, Harare |
|                 |                                           |          |         |                        |

| 8 października 2011 | Liberia · Williams 2' · Wleh 90' | 2:2(1:1) | Mali · Diabaté 16' · Kanté 87' | National Complex, Paynesville |
|                     |                                  |          |                                |                               |

| 8 października 2011 | Republika Zielonego Przylądka · Valdo 3' · Ryan Mendes 13' | 2:1(2:0) | Zimbabwe · Musona 68' (k) | Estadio da Varzea, Praia |
|                     |                                                            |          |                           |                          |